# Nesokaha piroensis
Nesokaha piroensis är en insektsart som beskrevs av Frederick Arthur Godfrey Muir 1913. Nesokaha piroensis ingår i släktet Nesokaha och familjen Derbidae. Inga underarter finns listade i Catalogue of Life.